# 319651 Topografo
319651 Topografo este o planetă minoră (asteroid) din centura de asteroizi. A fost descoperită pe 10 octombrie 2006 la osservatorio astronomico della Montagna Pistoiese⁠(d) de Luciano Tesi⁠(d). 
Obiectul prezintă o orbită caracterizată de o semiaxă mare de 2,5725890667082 UAi, o excentricitate de 0,18064060865961, o înclinație de 1,8494031590758 ° în raport cu ecliptica.